# Apareiodon agmatos
Apareiodon agmatos är en fiskart som beskrevs av Taphorn, López-fernández och Bernard 2008. Apareiodon agmatos ingår i släktet Apareiodon och familjen Parodontidae. Inga underarter finns listade i Catalogue of Life.